# AY Возничего
AY Возничего (лат. AY Aurigae) — одиночная переменная звезда в созвездии Возничего на расстоянии (вычисленном из значения параллакса) приблизительно 2247 световых лет (около 689 парсеков) от Солнца. Видимая звёздная величина звезды — от +16m до +9,8m.

## Характеристики
AY Возничего — красная пульсирующая переменная звезда, мирида (M) спектрального класса M6,5 или M6e. Эффективная температура — около 3283 К.